# Christopher Poole
Christopher Poole (nascido ca. 1988) é um empresário norte-americano, famoso por fundar os sites 4chan e Canvas. Ele é reconhecido na Internet pelo pseudônimo “moot”, nome que utilizou para criar o 4chan e consequentemente gerir esse website.
Para além destes feitos, “moot” é também famoso por defender a proteção da identidade e liberdade de expressão online, formação de comunidades, pela sua manifesta oposição ao conceito de redes sociais como o Facebook e pela criação do Image board que popularizou memes como “Rickrolling” e “lolcats”.
Apesar da sua fama e ligações a um dos sites mais influentes da Internet, Christopher Poole mantém-se afastado da maior parte das redes sociais, utilizando o Twitter apenas.
Em janeiro de 2015, “moot” anunciou a sua saída da administração do 4chan.

## 4chan
Christopher Poole criou o image board anárquico, 4chan, com recurso ao cartão de crédito da mãe, no dia 1 de outubro de 2003, quando tinha apenas 15 anos e vivia em Nova Iorque. De acordo com várias entrevistas dadas, “moot” frequentava os fóruns “Something Awful” antes de iniciar o seu próprio site.
O objetivo que Poole tinha com a concepção do 4chan era a criação de um sítio onde se pudesse discutir a cultura “Otaku” (consistindo maioritariamente no manga e anime), inspirando-se no image board japonês “Futaba Channel”. Rapidamente o site desviou-se para conteúdos adultos, devido às poucas regras que eram impostas e o anonimato dos seus utilizadores. Com esta liberdade de expressão e a crescente quantidade de conteúdos de moralidade questionável, levaram a que o site fosse apelidado de “The Ground Zero of Western culture”.
Poole apenas revelou aos seus pais que era o criador do "4chan" em 2008, devido ao conteúdo pouco adequado que era habitual no site.

## Canvas
Anos após fundar o 4chan, “moot” decidiu criar uma aplicação web de caráter social que tinha um editor de imagens incluso com o propósito de “mixar” media. O fundador angariou US$ 625,000 para este projeto e abriu uma “closed beta”, em 31 de janeiro de 2011, enviando convites a cerca de 4000 utilizadores. O site foi aberto ao público no dia 11 de Setembro de 2011 e contou com um milhão de publicações nesse mesmo ano. Em janeiro de 2012, o Canvas tinha, em média, 77000 utilizadores por mês.

## Draw Quest
Esta aplicação móvel foi lançada em fevereiro de 2013 para produtos da Apple, focando-se inicialmente no Ipad e, meses depois, lançou uma versão para o iPhone. O “Draw Quest” tinha como objetivo a estimulação da criatividade dos utilizadores, sendo dada pouca importância à competição entre os mesmos. O jogo consistia em completar uma “Quest” diária que era geralmente apresentada com um template e uma pergunta a explicitar qual era o objetivo, como por exemplo: um desenho de um cavaleiro acompanhado da questão “O que está este cavaleiro a combater?”.

## Falência e afastamento do 4chan
No dia 21 de janeiro de 2014, sensivelmente um ano após a abertura do Quest Draw, foi publicado um artigo no blogue pessoal do Christopher Poole a explicitar que as suas duas últimas criações (Canvas e Draw Quest) iriam encerrar. Poole explicou que estes encerramentos se deviam à falta de compreensão do mundo dos negócios e que mesmo tratando-se de dois produtos com mercado e que tinham já conseguido um grande número de seguidores (o Draw Quest tinha, em média, 25000 utilizadores por dia), não conseguiam obter lucros suficientes da aplicação móvel para cobrir as despesas. Quando se deu o encerramento destes dois projetos, “moot” também decidiu não tentar vender a empresa ou começar outro “startup” para angariar os fundos necessários, dado que ele já tinha angariado US$ 3,6 milhões desde o início da sua aventura empresarial.
11 anos e meio depois da fundação do 4chan, “moot” retirou-se da administração com um anúncio no site, intitulado de “The next chapter”. Poole agradeceu a todos os que o acompanharam no site ao longo dos anos e também afirmou que administrar o site foi algo, por vezes árduo, mas recompensador. Segundo o fundador, o 4chan está financeiramente estável e ao longo deste 11 anos e meio teve uma média de 1 milhão de visitantes por dia, tornando o meme board anárquico rentável o suficiente para pagar as contas visto a dificuldade em arranjar patrocínios.

## Ativismo e questões legais
Em 2009, “moot” foi considerado o homem mais influente do mundo segundo uma votação online feita pela revista Times. Nesta votação, Poole apareceu à frente de pessoas como Barack Obama, Vladimir Putin e Angela Merkel.
Para além disso, os 22 mais votados permitiam, com as respectivas iniciais, soletrar “Marblecake, also the game”, sendo tal uma referência clara ao 4chan.
Mais tarde, foi confirmado que os resultados da votação tinham sido adulterados pelos utilizadores do 4chan. Foram tentadas várias técnicas para adulterar os resultados, porém a que foi utilizada acabou por ser a de os utilizadores votarem 30 vezes por hora.
Em 2012, Poole enviou uma carta “cease and desist” a um site startup chamado “moot.it”. O motivo disto foi porque Christopher Poole acredita que o nome “moot” está diretamente relacionado consigo e que se outra empresa o utilizar poderá estar a induzir em erro os utilizadores, de que ele está associado com esse site.